# Brian Holm
Brian Holm Sørensen (Kopenhagen, 2 oktober 1962) is een voormalig Deens wielrenner. Hij was professional van 1986 tot 1998. Zijn geliefkoosde koersen waren de eendagskoersen, maar hij reed vooral in dienst van kopmannen.

## Carrière
Na zijn actieve wielerloopbaan werd Holm assistent-ploegleider bij het Duitse Team Telekom. In 2012 werd Holm ploegleider bij team Omega Pharma-Quickstep.
In zijn autobiografie uit 2002, vertelt hij dat hij begin jaren 90 doping heeft gebruikt. In februari 2004 wordt darmkanker bij hem geconstateerd, waaraan hij is geopereerd en waarvan hij inmiddels is hersteld.

## Belangrijkste overwinningen
1983
7e etappe Ronde van Zweden
Duo Normand (met Jack Olsen)
1984
Grote Prijs van Lillers
1990
GP Wielerrevue
 Deens kampioen op de weg, Elite
1991
Parijs-Camembert
Parijs-Brussel

## Resultaten in voornaamste wedstrijden
| Jaar | Ronde van Italië | Ronde van Frankrijk | Ronde van Spanje |
| ---- | ---------------- | ------------------- | ---------------- |
| 1986 |                  |                     |                  |
| 1987 | 100e             | 110e                |                  |
| 1988 |                  |                     |                  |
| 1989 |                  | 109e                | 101e             |
| 1990 |                  | 60e                 |                  |
| 1991 |                  | 124e                |                  |
| 1992 | 86e              | 76e                 |                  |
| 1993 |                  | 77e                 |                  |
| 1994 |                  |                     |                  |
| 1995 |                  |                     |                  |
| 1996 |                  | 107e                |                  |
| 1997 |                  |                     |                  |
| 1998 |                  |                     |                  |

| Jaar | Milaan-San Remo | Gent-Wevelgem | Ronde van Vlaanderen | Parijs-Roubaix | Amstel Gold Race | Luik-Bast.‑Luik | Ronde van Lombardije | Parijs-Brussel | Omloop Het Nieuwsblad | Kuurne-Brussel-Kuurne |  | WK op de weg |
| ---- | --------------- | ------------- | -------------------- | -------------- | ---------------- | --------------- | -------------------- | -------------- | --------------------- | --------------------- |  | ------------ |
| 1986 |                 | 41e           |                      |                |                  | 43e             |                      |                |                       |                       |  |              |
| 1987 | 35e             | 23e           | 26e                  |                |                  |                 |                      |                |                       |                       |  |              |
| 1988 | 74e             |               | 20e                  |                |                  | 14e             |                      | 91e            |                       |                       |  | 27e          |
| 1989 |                 | 57e           | 39e                  |                |                  |                 |                      | 43e            |                       |                       |  |              |
| 1990 | 12e             | 6e            | 22e                  | 17e            |                  | 97e             |                      | 90e            | 9e                    |                       |  |              |
| 1991 | 15e             |               |                      |                | 110e             | 66e             | 80e                  | Goud           | 12e                   |                       |  | 45e          |
| 1992 | 65e             | 93e           | 99e                  | 16e            | 76e              | 23e             |                      | 72e            |                       |                       |  |              |
| 1993 |                 | 21e           | 49e                  | 53e            | 65e              |                 | 61e                  | 6e             | 12e                   |                       |  |              |
| 1994 | 83e             |               | 68e                  | 25e            | 38e              |                 | 35e                  | 11e            |                       |                       |  |              |
| 1995 | 96e             | 73e           | 34e                  | 60e            |                  |                 | 35e                  | 45e            | 18e                   | 10e                   |  |              |
| 1996 | 123e            |               | 29e                  | 7e             | 61e              | 45e             |                      |                | 14e                   | 9e                    |  |              |
| 1997 |                 |               |                      |                |                  |                 |                      |                | 21e                   | 13e                   |  |              |
| 1998 |                 |               |                      |                |                  |                 |                      |                | 22e                   | 11e                   |  |              |

Wielerploegen van Brian Holm
Ceci · 
Chevallier ·
De Wilde · 
D'Hont · 
Diehl · 
Frison · 
Gaigne · 
Haghedooren ·
Harmeling ·   
Heynderickx ·
Holm ·
Ilegems · 
Leblanc ·
Lilholt ·
Mertens ·
Messelis (tot 15/07) · 
Meuwissen (tot 30/04) ·
Nevens ·
Patry · 
Peeters · 
Pirard · 
Roosen · 
M. Seynaeve · 
S. Seynaeve · 
Thevenin ·
Van Slycke · 
Virvaleix ·
Wijnant
Biondi · 
Chevallier ·
Clark · 
Colyn · 
De Wael ·
De Wilde · 
Diehl · 
Frison · 
Haghedooren ·
Harmeling ·   
Holm ·
Lilholt ·
Moreau ·
Nevens ·
Patry · 
Peeters · 
Pillon · 
Roche · 
Roosen · 
Thevenin ·
Van Slycke · 
Verstrepen ·
Virvaleix
Ampler ·  
Colyn · 
De Wael ·
Dewailly ·
De Wilde ·  
Frison ·   
Holm ·
Hundertmarck ·
Huygens ·
Kappes ·
Lehnert · 
Lilholt ·
Peeters · 
Sels · 
Speaks · 
Stumpf · 
Thevenin ·
Van Itterbeeck · 
Verstrepen ·
Virvaleix · 
Evenepoel (stagiair)
Cooman ·
Dauwe (tot 05/06) ·
Desmet ·
Frison ·
Holm ·
Jentzsch ·
Kools · 
Lilholt ·
Lodge ·
Meijs ·
Patry ·
Peiper ·
Pieters ·
Rogiers ·
Roosen ·
Sels ·
Van De Laer · 
A. van der Poel ·
J. van der Poel ·
Van Holen ·
Van Leeuwe ·

De Meester (stagiair)
Aldag ·
Ampler ·
Audehm ·
Bölts ·
De Wilde ·
Gröne ·
Hanegraaf ·
Henn ·
Heppner ·
Holm ·
Krieger · 
Kummer ·
Ludwig ·
Merckx ·
Raab ·
van Orsouw ·
Wesemann ·
Zabel ·
Teutenberg (stagiair) ·
Werner (stagiair)
Aldag ·
Audehm ·
Bölts ·
Dietz ·
Gröne ·
Hanegraaf ·
Henn ·
Heppner ·
Holm ·
Krieger · 
Kummer ·
Ludwig ·
Merckx ·
Raab ·
van Orsouw ·
Werner ·
Wesemann ·
Zabel ·
Lehmann (stagiair) ·
Rich (stagiair) ·
Ullrich (stagiair)
Aldag ·
Audehm ·
Bölts ·
Dietz ·
Gröne ·
Henn ·
Heppner ·
Holm ·
Hundertmarck ·
Kummer ·
Lafis · 
Ludwig ·
Poelnikov ·
Raab ·
Trumheller ·
Ullrich ·
Werner ·
Wesemann ·
Zabel
Aldag ·
Andersson (tot 31/10) ·
Audehm ·
Bölts ·
Dietz ·
Henn ·
Heppner ·
Holm ·
Hundertmarck ·
Kummer ·
Lafis · 
Ludwig ·
Meinert-Nielsen ·
Riis ·
Ullrich ·
Werner ·
Wesemann ·
Zabel ·
Kyneb (stagiair)
Aldag ·
Bölts ·
Corvers ·
Dietz ·
Henn ·
Heppner ·
Holm ·
Hundertmarck ·
Kummer ·
Lafis · 
Lombardi ·
Ludwig (tot 15/02) ·
Riis ·
Schaffrath ·
Totschnig ·
Ullrich ·
Wesemann ·
Zabel
Andersen · 
Holm (tot 30/04) ·
Jørgensen · 
Kyneb ·
Nelissen ·
Piziks ·
Rosborg ·
Silovs · 
Skibby · 
Steen Nielsen ·
Strange Jacobsen
- Library of Congress Control Number: n2017031920
- Virtual International Authority File: 308178389
- WorldCat: E39PBJpYrQHJQ8GWyhyh7b8XBP